# Rydzek Miałki
Rydzek Miałki (niem. Flacke Rietzk) –  niewielkie jezioro  na Pojezierzu Dobiegniewskim, w powiecie strzelecko-drezdeneckim, w gminie Strzelce Krajeńskie.
Jezioro jest otoczone lasami, najbliżej położoną miejscowością jest oddalona 2 km na zachód wieś Licheń. W przeszłości jezioro łączyło się wąskim przesmykiem z sąsiadującym jeziorem Rydzek Głęboki.